# Héctor Palacios (Musiker)
Héctor Eloy Eguía Palacios (* 20. März 1909 in Rosario; † 8. April 1987 in Buenos Aires) war ein argentinischer Tangosänger, -dichter und –komponist sowie Schauspieler.

## Leben
Palacios wurde frühzeitig in seinen musikalischen Interessen von seinem Vater gefördert, der selbst Musiker war, so dass er bereits elfjährig im Royal Park in Rosario debütierte. Er trat in regionalen Aufführungen von Alberto Vaccarezzas Stück Cuando un pobre se divierte der Theaterkompanie Eduardo Ricarts auf und hatte 1923 sein Radiodebüt beim Sender Radio Sociedad Rural de Cerealistas. Mit Agustín Magaldi tourte er durch die Städte der Provinz Santa Fe, wobei jeder von ihnen als Solist sein eigenes Repertoire sang. 
1930 trat er bei mehreren Radiosendern von Buenos Aires auf und zog dann in diese Stadt, wo er zwei Jahre am Teatro París engagiert war. Danach wechselte er zu Radio Fénix. In der Folgezeit hatte er zahlreiche Auftritte an Theatern in Buenos Aires und Montevideo und bei weiteren Radiosendern wie Radio Casa América, Radio del Pueblo, Radio Prieto und Radio Stentor. 1933 nahm er neben Carlos Gardel und anderen an einer Benefizveranstaltung im Teatro San Martín zu Gunsten der Sportler Raúl Riganti und Antonio Gaudino teil, um deren Teilnahme am Rennen Indianapolis 500 zu ermöglichen. Diese wurde von vier Radiostationen life übertragen.
1936 wurde er vom Label Victor engagiert, wo er mehrere Titel aufnahm. Noch im gleichen Jahr wechselte er zu Odeon. Dort entstanden im Folgejahr weitere Aufnahmen, darunter mit Rememberanza einer seiner berühmtesten Titel. Als Solist trat er mit dem Orquesta Típica Victor auf. Im Radio war er Gast in Jaime Font Saravias Shows, und zwischen 1940 und 1942 nahm er erneut bei Victor auf. Zwischen 1938 und 1950 wirkte er zudem in mehreren Filmen mit.
Nach 1942 unternahm Palacios eine zweijährige Tournee durch Lateinamerika und zog sich dann vorübergehend aus dem Musikgeschäft zurück. Ab Mitte der 1940er Jahre war er wieder bei verschiedenen Radiosendern zu hören und trat in Lifeshows in Kinotheatern auf. 1955 nahm Victor Records nochmals einige Titel mit ihm auf, darunter eine neue Version seines Hits Rememberanza. Er unternahm dann eine neue Lateinamerikatournee, bei der er vor allem in Kuba großen Erfolg hatte. Danach lebte er in Buenos Aires, wo er nochmals einige Titel aufnahm und gelegentlich im Fernsehen auftrat.

## Kompositionen
- El negro Flores (Text von seinem Vater Pedro Manuel Eguía)
- A mi madrecita (nach einem eigenen Text)
- Qué tienen tus ojos
- Viejo portón (Text von Máximo Orsi)
- Hacé bulín (Text von Manuel Sabino)
- Ya sé que siguen hablando (Text von Iván Diez)
- Se fue Gardel (Text von Andrés Rubio)
- En nombre de Dios (Text von Nolo Gildo und Simón Beguel)
- D’Arienzo vos sos el Rey (Text von Amleto A. Villa)
- Viejo mío
- ¿Sabés por qué?
- Comprendo que hice
- Sangre del suburbio

## Aufnahmen
- A mi madrecita
- Qué tienen tus ojos
- La canción del estudiante
- En el lazo
- Mano a mano
- Álzame en tus brazos
- Rememberanza (von Mario Melfi und Mario Battistella)
- Muchas gracias mendocino
- Yo protesto
- Pájaro chogüí

## Filmografie
- 1938: El casamiento de Chichilo (Regie: Isidoro Novarro)
- 1940: El cantor de Buenos Aires (Regie: Julio Irigoyen)
- 1941: El cantar de mis penas (Regie: Julio Irigoyen)
- 1944: Un muchacho de Buenos Aires (Regie: Julio Irigoyen)
- 1945: El alma en un tango (Regie: Julio Irigoyen)
- 1946: Se acabaron las mujeres (Regie: Ramón Peón, mit Vicente Padula)
- 1950: A La Habana me voy (Regie: Luis Bayón Herrera)